# María Teresa Tula
María Teresa Tula (sinh ngày 23 tháng 4 năm 1951) là một nhà văn và nhà hoạt động chính trị người Salvador liên kết với nhóm COMADRES. Nhóm này hỗ trợ những người bị buộc phải mất tích hoặc ám sát chính trị ở El Salvador.

## Đời sống
Tula được sinh ra ở Izalco vào ngày 23 tháng 4 năm 1951. Bà được bà ngoại nuôi dưỡng và đi học chưa đầy hai năm trước khi bà có đứa con đầu lòng lúc mười lăm tuổi trong khi bà sống với anh chị em và anh chị em ruột. Bà đã gặp Jose Rafael Canales Guevara, một thợ rèn khi bà mười sáu tuổi. Guevara bị bắt vì tổ chức công nhân chống lại chủ nhân của họ. Tula tham gia nhóm có tên COMADRES tạo ra các cuộc biểu tình chống lại chính phủ. Comadres đã được thành lập với sự hỗ trợ của Đức Tổng Giám mục Romero và đó là một nhóm hỗ trợ cho thân nhân của những người bị buộc phải biến mất hoặc bị giết. :130 Romero đã bị giết vào năm 1980 như chồng của Tula. Thi thể của chồng Tula được tìm thấy với một vết đạn vào đầu hai ngày sau khi mọi người nói rằng họ là cảnh sát, đã đưa anh ta đi để giúp đỡ trong một cuộc điều tra vụ cướp. Chồng của Tula được cho là nhân chứng của tội ác. Bạn bè nói rằng bà không nên đòi lại cơ thể của chồng mình nhưng Tula đã bất chấp lời khuyên của họ. Năm 1980 là năm mà chính phủ và phe đối lập trở nên cố thủ. Các phe đối lập chính trị và quân sự đã phải chịu các đội tử thần đã giết chết 1000 người mỗi tháng. Sau cái chết của chồng, Tula làm việc toàn thời gian cho COMADRES, chính họ đã trở thành mục tiêu. Một số nhà hoạt động xã hội của bà đã bị bắt và giết, nhưng COMADRES không né tránh tranh cãi và công nhân của họ đã đến thăm các bãi rác để chụp ảnh các cơ thể để các gia đình biết số phận của "biến mất". Tula đã được đưa ra một cảnh báo cụ thể về số phận của chính mình bởi một tù nhân trốn thoát của chính phủ.
Tula rời đến Mexico cùng bốn đứa con của mình vào năm 1982  nơi bà tiếp tục hoạt động của mình ở Mexico City. Nghị quyết của Tula đã được củng cố vào năm 1984 khi tổ chức của bà được trao giải thưởng Trung tâm Công lý và Nhân quyền Robert F. Kennedy. Giải thưởng này được trao cho những người thể hiện lòng can đảm và đã đóng góp đáng kể cho quyền con người ở đất nước họ. Đến năm 1985, bà đi thăm Canada và Châu Âu để nói chuyện với các nhà nữ quyền và những người khác về nguyên nhân. Bà đã đến thăm ít nhất tám quốc gia và trong suốt hành trình này, bà nhận ra làm thế nào những ý tưởng về nữ quyền có thể được sử dụng ở đất nước cô.
Tula đã bị tra tấn và hãm hiếp sau khi bà trở về quê nhà vào năm 1986. bà đã trở lại làm việc cho COMADRES và bà đã được thả ra sau bốn tháng do áp lực quốc tế làm nổi bật sự ngược đãi của cô.
Năm 1987, bà đến Hoa Kỳ, nơi bà lại một lần nữa chịu sự chỉ trích của chính trị. Bà đã xin tị nạn chính trị nhưng phải mất bảy năm để đạt được. Chính phủ Mỹ đang hỗ trợ chính phủ ở El Salvador và mặc dù bà có sự hỗ trợ cá nhân của hàng chục thượng nghị sĩ, bà thấy mình bị buộc tội là một kẻ khủng bố. Năm 1994, bà được tị nạn và  Tula đã viết Hãy nghe lời chứng của tôi, ghi lại cuộc đời và quan điểm của cô. Năm sau, bà chuyển đến Minneapolis, nơi bà tìm được việc làm trong một công ty điện tử.
Từ giữa những năm 1990, bà đã làm việc cho một tổ chức kết nghĩa, được gọi là COCODA, kết hợp các cộng đồng ở El Salvador với các cộng đồng đối tác ở Hoa Kỳ. Tula's là một thành viên danh dự của tổ chức đó.